# Irvin Talbot

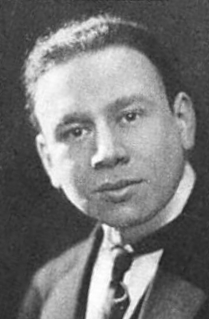

Irvin Talbot (Geburtsname: Isador Cohen; * 27. Januar 1894 in St. Louis, Missouri; † Dezember 1973 ebenda) war ein US-amerikanischer Dirigent, der ein Mal für einen Oscar für die beste Filmmusik nominiert war.

## Leben
Talbot begann seine Laufbahn als Dirigent und musikalischer Leiter in der Filmwirtschaft Hollywoods 1928 bei dem Filmdrama Manhattan Cocktail der Filmregisseurin Dorothy Arzner mit Nancy Carroll, Richard Arlen und Danny O’Shea in den Hauptrollen. Im Laufe seiner Karriere wirkte er bis 1964 an der Herstellung von über neunzig Filmen mit.
Bei der Oscarverleihung 1936 war er als Leiter der Musikabteilung der Paramount Pictures für den Oscar für die beste Filmmusik nominiert, und zwar für den von Henry Hathaway inszenierten Film Peter Ibbetson (1935) mit Gary Cooper, Ann Harding und John Halliday.
Zuletzt war er als musikalischer Leiter an der Herstellung der Filmkomödie Der Tölpel vom Dienst (1964) von Frank Tashlin mit Jerry Lewis, Glenda Farrell und Everett Sloane beteiligt.

## Filmografie (Auswahl)
- 1928: Manhattan Cocktail
- 1928: Liebeslüge (The Shopworn Angel)
- 1935: Peter Ibbetson
- 1939: Von Mäusen und Menschen (Of Mice and Men)
- 1939: Union Pacific
- 1940: Unsere kleine Stadt (Our Town)
- 1941: Todeskarawane (Doomed Caravan)
- 1941: No Hands on the Clock
- 1943: Colt Comrades
- 1944: You Can’t Ration Love
- 1946: Double Rhythm (Kurzfilm)
- 1948: The Sainted Sisters
- 1950: Captain Carey, U.S.A.
- 1953: Donner in Fern-Ost (Thunder in the East)
- 1959: Die Falle von Tula (The Trap)
- 1962: Der Mann, der Liberty Valance erschoß (The Man Who Shot Liberty Valance)
- 1963: Die Hafenkneipe von Tahiti (Donovan’s Reef)
- 1964: Der Tölpel vom Dienst (The Disorderly Orderly)